# Louis Delhaize Group
Louis Delhaize Group — це бельгійська група роздрібної торгівлі, заснована в 1875 році Луїсом Делезом. Основним видом діяльності є діяльність продуктових супермаркетів та гіпермаркетів у Бельгії, Франції, Люксембурзі та Румунії.
23 лютого 2022 року Louis Delhaize Group оголосила про оновлення всіх банерів Match і Smatch у Бельгії, яке планується провести між 2022 і 2025 роками, і поступове припинення використання банерів на користь Louis Delhaize для Smatch і Louis Delhaize Open Market для Матч.

## Структура
- Cora (гіпермаркет)
- Матч (супермаркет)
- Smatch (магазини сірників невеликого розміру)
- Делітрайтер
- Dod France (Delitraiteur у Франції)
- Louis Delhaize, (мережа бакалійних магазинів, починаючи з 1875 року)

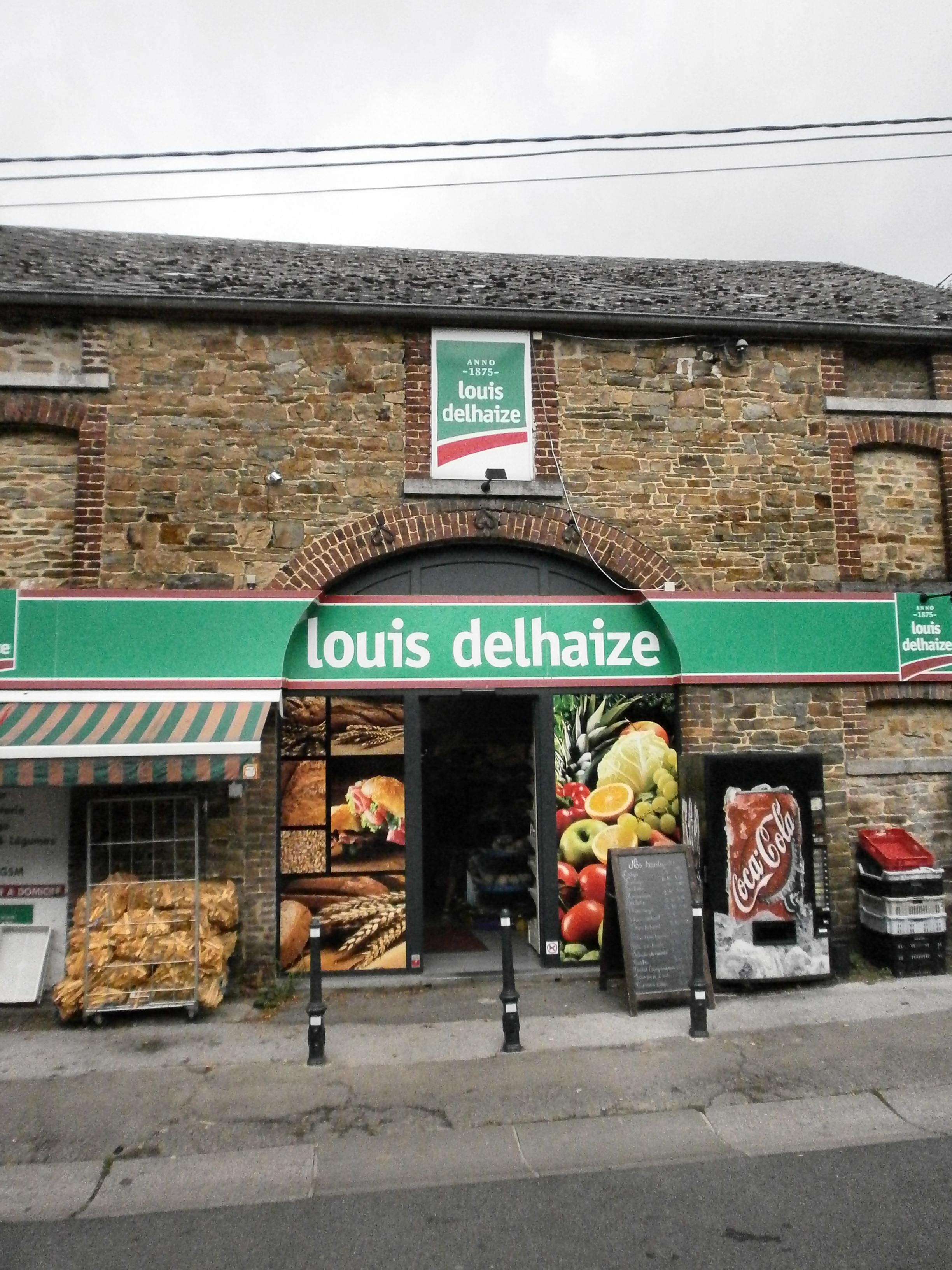
Магазин Louis Delhaize в Бельгії

- Profi (супермаркет/колишній дискаунт, проданий у 2009 році, Румунія та закритий у 2012 році, Угорщина)
- Екомакс (з жорсткими знижками)
- Трюффо (сад)
- Houra.fr (інтернет-магазин)
- Animalis (тварини)
- Cora Voyages (туристична агенція)